# MX Puppis
MX Puppis är en ensam stjärna belägen i den mellersta delen av stjärnbilden Akterskeppet. Den har en högsta skenbar magnitud av ca 4,60 och är svagt synlig för blotta ögat där ljusföroreningar ej förekommer. Baserat på parallaxmätning inom Hipparcosuppdraget på ca 3,51 mas beräknas den befinna sig på ett avstånd av ca 930 ljusår (ca 280 parsec) från solen. Den rör sig bort från solen med en heliocentrisk radialhastighet av ca 35 km/s.

## Egenskaper

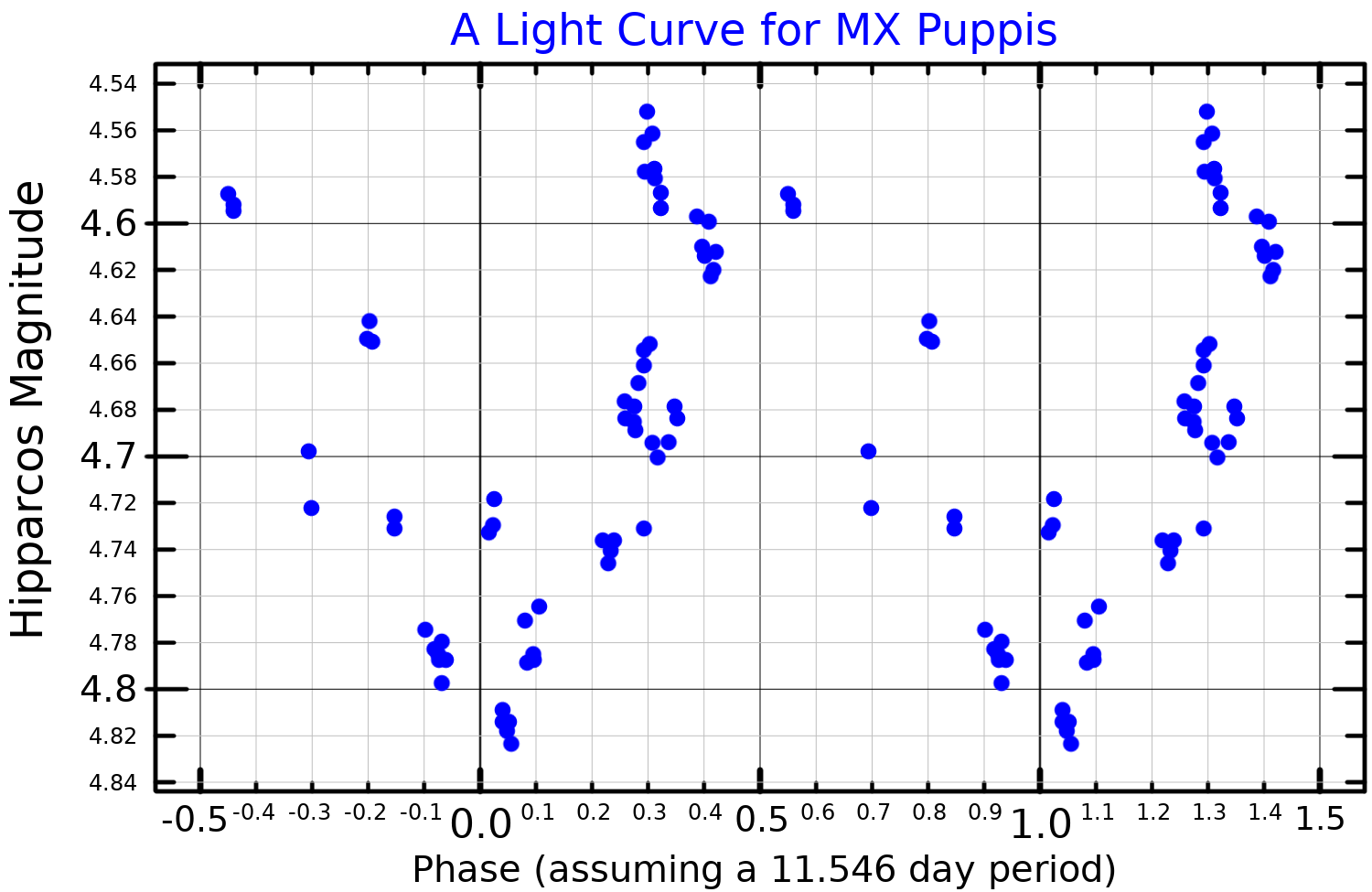
Ljuskurva för MX Puppis, plottad från Hubert och Floquet (1998).

Mx Puppis är en blå till vit underjättestjärna av spektralklass B1.5 IVe, Den har en massa av ca 10 solmassor, en radie av ca 6,5 solradier och utsänder energi från dess fotosfär motsvarande ca 28 840 gånger solen vid en effektiv temperatur av ca 32 870 K. Stjärnans skenbara magnitud varierar oregelbundet mellan magnituden 4,6 och 4,9 och den klassificeras som en Gamma Cassiopeiae-variabel.

## Observation
MX Puppis visades vara en variabel stjärna första gången av Alan William James Cousins 1959. Den fick dess variabelbeteckning 1972.